# Aporophyla transversa
Aporophyla transversa är en fjärilsart som beskrevs av Bytinsky-salz 1937. Aporophyla transversa ingår i släktet Aporophyla och familjen nattflyn. Inga underarter finns listade i Catalogue of Life.